# Palm City, Florida
Palm City är en ort (CDP) i Martin County, i delstaten Florida, USA. Enligt United States Census Bureau har orten en folkmängd på 23 120 invånare (2010) och en landarea på 36 km².